# Pavenham
Pavenham es una parroquia civil situada en la autoridad unitaria de Bedford, en Bedfordshire, Inglaterra (Reino Unido). Según el censo de 2021, tiene una población de 700 habitantes.
Está ubicada al oeste de la región del Este de Inglaterra, cerca de la frontera con las regiones del Sudeste de Inglaterra y de Midlands del Este.